# 銀河の回転曲線問題
| 銀河中心の周りを回転する恒星の回転速度が観測と理論で食い違うのは、暗黒物質によるものか、それとも他の何かなのか？ |

| なぜ銀河の外縁部は内縁部と同じ速度で旋回しているのか？ ありうる説明として、暗黒物質と修正ニュートン力学が提案されているが、そのうちの片方が真実なのか、それとも両方なのか？ |

典型的な渦巻銀河の回転曲線。横軸が銀河中心からの距離を縦軸が回転の速さを表す。暗黒物質を仮定しない理論予測 (A) は実際のほぼ平坦な観測結果 (B) を説明できない。

左：円の中心が一番回転が速く、外側は遅いと仮定した場合の動画。右：中心側も中心から離れた位置も全く同じ速度と仮定した場合の動きを示した動画。(MOND vs Newtonian rotation)

銀河の回転曲線問題（ぎんがのかいてんきょくせんもんだい、英: galactic rotation curves problem）とは、1980年代に明らかになった天文学の問題の一つである。"flat rotation curve problem" などとも呼ばれる。
分光観測によって銀河の回転曲線（銀河中心からの半径に対して各位置での回転速度の大きさをプロットした曲線）を求めてみると、その銀河の「目に見える」（電磁波を放射・吸収している）物質分布から想定される回転速度とは大きく異なり、銀河の中心からかなり離れた周縁部でも回転速度が低下せず、平坦な速度分布をしていることが分かる。
これは、現在知られている通常の物質（バリオン）とは異なり、光を出さずに質量エネルギーのみを持つ未知の物質が銀河の質量の大半を占めていると仮定する事で説明される。この未知の物質を暗黒物質（ダークマター）と呼び、その正体について研究が続けられている。 一方でこのような暗黒物質を仮定せず、力学の法則を修正することで平坦な銀河回転速度を説明しようとする試みもなされている。 その最も有名なものはミルグロムによる修正ニュートン力学 (MOND) である。他にはプラズマ宇宙論でもこの問題に解決の糸口を示している。

## 定式化
渦巻銀河の質量分布が軸対称であるならば、銀河内の恒星が円軌道を描いていると仮定すると、その円軌道速度 {\displaystyle v_{c}} と銀河の重力ポテンシャル {\displaystyle \Phi } には、{\displaystyle R} を銀河面内の動径距離として
{\displaystyle v_{c}^{2}(R)=R{\frac {\partial \Phi }{\partial R}}}
という関係が成り立つことになる。動径 {\displaystyle r} の関数としての円軌道速度 {\displaystyle v_{c}(R)} を銀河の回転曲線 (英: rotation curve) と呼ぶ。例えば質量 {\displaystyle M} の質点がつくる重力ポテンシャル {\displaystyle \Phi } は、重力定数を {\displaystyle G} として
{\displaystyle \Phi (r)=-{\frac {GM}{r}}}
であり、対応する円軌道速度
{\displaystyle v_{c}(r)={\sqrt {\frac {GM}{r}}}\propto r^{-{\frac {1}{2}}}}
は {\displaystyle r\to \infty } で {\displaystyle r^{-1/2}} に比例して減少する。

### 銀河円盤
銀河円盤が無限に薄く、その質量分布が軸対称であるとき、円柱座標 {\displaystyle (R,\phi ,z)} での質量密度 {\displaystyle \rho (R,\phi ,z)} は面密度 {\displaystyle \Sigma (R)} を用いて
{\displaystyle \rho (R,\phi ,z)=\Sigma (R)\delta (z)}
と書ける。この分布がつくる重力場 {\displaystyle \Phi } はやはり軸対称であり、銀河面 {\displaystyle z=0} 上ではそれは
{\displaystyle \Phi (R,0)=-4G\int _{0}^{R}{\frac {d\rho }{\sqrt {R^{2}-\rho ^{2}}}}\int _{\rho }^{\infty }dR'{\frac {R'\Sigma (R')}{\sqrt {R'^{2}-\rho ^{2}}}}}
により与えられる。銀河面内での円軌道速度 {\displaystyle v_{c}(R)={\sqrt {R\partial _{R}\Phi (R,0)}}} は、面密度 {\displaystyle \Sigma (R)} から積分

指数関数型円盤モデルによる銀河の回転曲線。青の実線が指数円盤、橙の破線が同じ質量を持つ質点によるケプラー回転を表す。

{\displaystyle v_{c}^{2}(R)=-4G\int _{0}^{R}d\rho {\frac {\rho }{\sqrt {R^{2}-\rho ^{2}}}}{\frac {d}{d\rho }}\int _{\rho }^{\infty }dR'{\frac {R'\Sigma (R')}{\sqrt {R'^{2}-\rho ^{2}}}}}
により求まる。
面密度 {\displaystyle \Sigma } が指数関数的に減少する指数関数銀河円盤モデル
{\displaystyle \Sigma (R)=\Sigma _{0}\exp \left(-{\frac {R}{a}}\right)}
({\displaystyle \Sigma _{0}}, {\displaystyle a} は定数) では、上式は解析的に積分ができ、銀河面 {\displaystyle z=0} での重力ポテンシャルは修正ベッセル関数 {\displaystyle K_{n}}, {\displaystyle I_{n}} を用いて
{\displaystyle \Phi (R,0)=-\pi G\Sigma _{0}R\left[I_{0}(y)K_{1}(y)-I_{1}(y)K_{0}(y)\right],}
により与えられる。対応する回転曲線は
{\displaystyle v_{c}^{2}(R)=4\pi G\Sigma _{0}ay^{2}\left[I_{0}(y)K_{0}(y)-I_{1}(y)K_{1}(y)\right]}
である。なお、指数円盤では動径 {\displaystyle R} 以内の質量 {\displaystyle M_{d}(R)} は
{\displaystyle M_{d}(R)=2\pi \Sigma _{0}a^{2}\left[1-\left(1+{\frac {R}{a}}\right)\exp \left(-{\frac {R}{a}}\right)\right]}
となる。上図に示すように、指数円盤の回転曲線は遠方で Kepler 回転のそれに上からゆっくりと漸近する。

### 球対称ハロー
球対称系の重力ポテンシャルは、球座標 {\displaystyle (r,\theta ,\varphi )} では、動径 {\displaystyle r} 以内の質量
{\displaystyle M(r)=4\pi \int _{0}^{4}r'^{2}\rho (r')dr'}
を用いて次のように与えられる。
{\displaystyle \Phi (r)=-{\frac {GM(r)}{r}}-G\int _{r}^{\infty }{\frac {dM(r')}{r'}}}
対応する回転曲線は
{\displaystyle v_{c}^{2}(r)={\frac {GM(r)}{r}}}
である。
特に、銀河の質量分布の大部分を担うダークマターハローについて、 {\displaystyle M(r)} が動径 {\displaystyle r} に比例する形で増大するならば、その回転曲線は動径によらない平坦な形となる。
{\displaystyle v_{c}(r)=\mathrm {Const.} }

## 歴史
アンドロメダ銀河 (M31) が回転していることは1914年にマックス・ヴォルフ およびヴェスト・スライファーによって示された。彼らはアンドロメダ銀河をスリットを用いて分光観測し、スリットが銀河の長軸と平行なときにはそのスペクトル線の場所が位置によって変化していることを示すことによってこの結果を得た。1917年にはフランシス・ピーズがアンドロメダ銀河の中心部（半径 2.5 分角以内）についてその回転角速度がおおよそ一定であることを示した。エドウィン・ハッブルやヤン・オールトらは銀河回転を用いて銀河の質量光度比を推定する初期の試みを行っている。
1930年にクヌート・ルンドマルクは M33、M51、M31、NGC4594、M81という5つの銀河について、その距離から推定された絶対光度を分光観測から推定された質量と比較し、その質量光度比が6から100という大きく異なった値を取ると主張した。ルンドマルクによるこの結果は暗黒物質が存在する可能性に当時の天文学者の目を向けさせることとなった。エリック・ホルムバーグは1937年にルンドマルクが得た質量光度比が大きく異なっているのは暗黒物質による光の吸収のためであると主張し、銀河の質量光度比は 6-7 程度の値を取るはずだとした。
ホレス・バブコックは1939年に M31 の回転曲線を中心から半径 100 分角 (およそ 20 kpc) の範囲について作成し、遠方ほど回転速度が大きいという結果を得た。この結果は、銀河が平坦な楕円体によって囲まれているとするならば、銀河の外側の領域に大きな質量が存在していること（銀河の外側で質量光度比が大きな値を取ること）を示していることになる。一方、1951年のニコラス・メイオールの観測データに基づいて、マーティン・シュヴァルツシルトは1954年に銀河の質量光度比は一定であると考えて矛盾はないと主張した。
オランダでは1950年代後半に第二次世界大戦中に発達した電波通信技術を利用して建設されたドウィンゲロー電波天文台による電波天文学が進展しており、ヘンドリク・ファン・デ・フルストらのチームは1957年に電波を用いたM31の回転曲線を作成した。マーテン・シュミットはこの観測結果はシュヴァルツシルトの質量光度比が一定であるモデルと整合的であると指摘した（シュミットは天の川銀河の渦巻構造に関しても21cm線を用いた研究を行っている）。
1960年代にケント・フォードによって開発された image tube spectrograph を用いて、ヴェラ・ルービンとフォードは1970年に M31 の光学観測を行い、M31 の回転曲線を銀河中心から 110 分角の範囲について作成した。この結果は1966年にモートン・ロバーツによって電波観測で作成された回転曲線と一致した。ケネス・フリーマンは1970年に M33 と NGC 300 について、分光観測とより広範囲の電波観測のデータをもとに、指数円盤モデルに基づく回転曲線のピークの予測は観測とは整合せず、可視光および21cm線では観測されない質量が存在しなければならないと結論した。これは暗黒物質の存在を示す最初の説得力のある証拠として認識されている。